# تشيكو (كاليفورنيا)
تشيكو (بالإنجليزية: Chico)‏، وتعني الصغيرة بالإسبانية، هي أكبر مدينة بالكثافة السكانية في مقاطعة بوت.

## التركيبة السكانية
حدّد مكتب تعداد الولايات المتحدة بيانات التركيبة السكانية لتشيكو في تعداد الولايات المتحدة. في ما يلي، التركيبة السكانية حسب تعدادي 2000 و2010.

### تعداد عام 2000
بلغ عدد سكان تشيكو 59,954 نسمة بحسب تعداد عام 2000، وبلغ عدد الأسر 23,476 أسرة وعدد العائلات 11,641 عائلة مقيمة في المدينة. في حين سجلت الكثافة السكانية 674.6 نسمة لكل كيلومتر مربع (1,747.2/ميل2). وبلغ عدد الوحدات السكنية 24,386 وحدة بمتوسط كثافة قدره 274.4 لكل كيلومتر مربع (710.7/ميل2).
وتوزع التركيب العرقي للمدينة بنسبة 82.36% من البيض و2.03% من الأمريكيين الأفارقة و1.30% من الأمريكيين الأصليين و4.21% من الأمريكيين ذوي الأصول الآسيوية و0.19% من سكان جزر المحيط الهادئ و5.65% من الأعراق الأخرى و4.25% من عرقين مختلطين أو أكثر و12.26% من الهسبانيون أو اللاتينيون من أي عرق.
بلغ عدد الأسر 23,476 أسرة كانت نسبة 28.9% منها لديها أطفال تحت سن الثامنة عشر تعيش معهم، وبلغت نسبة الأزواج القاطنين مع بعضهم البعض 34.4% من أصل المجموع الكلي للأسر، ونسبة 11.3% من الأسر كان لديها معيلات من الإناث دون وجود شريك، بينما كانت نسبة 3.9% من الأسر لديها معيلون من الذكور دون وجود شريكة وكانت نسبة 50.4% من غير العائلات. تألفت نسبة 29.3% من أصل جميع الأسر من عدة أفراد يعيشون في نفس المنزل ونسبة 8.1% كانت تتألف من شخص يعيش بمفرده يبلغ من العمر 65 عاماً أو أكثر. وبلغ متوسط حجم الأسرة المعيشية 2.42، أما متوسط حجم العائلات فبلغ 3.03.
بلغ العمر الوسطي للسكان 25.9 عاماً. وكانت نسبة 21.1% من القاطنين تحت سن الثامنة عشر، وكانت نسبة 23.7% بين الثامنة عشر والرابعة والعشرين عاماً، ونسبة 26.6% كانت واقعةً في الفئة العمرية ما بين الخامسة والعشرين والرابعة والأربعين عاماً، ونسبة 15% كانت ما بين الخامسة والأربعين والرابعة والستين، ونسبة 8.5% كانت ضمن فئة الخامسة والستين عاماً فما فوق. يوجد لكل 100 أنثى 97.4 ذكر، ويوجد لكل 100 أنثى في الثامنة عشر من عمرها فما فوق 95.1 ذكر.
بلغ متوسط دخل الأسرة في المدينة 29,359 دولارًا، أما متوسط دخل العائلة فبلغ 43,077 دولارًا. وكان متوسط دخل الذكور 35,548 دولارًا مقابل 26,173 دولارًا للإناث. وسجل دخل الفرد الخاص بالمدينة 16,970 دولارًا. وكانت نسبة 12.7% من العائلات ونسبة 26.6% من السكان تحت خط الفقر، وكان من هؤلاء نسبة 19.7% تحت سن الثامنة عشر ونسبة 8.2% في الخامسة والستين من العمر وما فوق.

### تعداد عام 2010
بلغ عدد سكان تشيكو 86,187 نسمة بحسب تعداد عام 2010، وبلغ عدد الأسر 34,805 أسرة وعدد العائلات 17,449 عائلة مقيمة في المدينة. في حين سجلت الكثافة السكانية 969.8 نسمة لكل كيلومتر مربع (2,511.8/ميل2). وبلغ عدد الوحدات السكنية 37,050 وحدة بمتوسط كثافة قدره 416.9 لكل كيلومتر مربع (1,079.8/ميل2).
وتوزع التركيب العرقي للمدينة بنسبة 80.76% من البيض و2.05% من الأمريكيين الأفارقة و1.35% من الأمريكيين الأصليين و4.24% من الأمريكيين ذوي الأصول الآسيوية و0.24% من سكان جزر المحيط الهادئ و6.31% من الأعراق الأخرى و5.04% من عرقين مختلطين أو أكثر و15.45% من الهسبانيون أو اللاتينيون من أي عرق.
بلغ عدد الأسر 34,805 أسرة كانت نسبة 26.5% منها لديها أطفال تحت سن الثامنة عشر تعيش معهم، وبلغت نسبة الأزواج القاطنين مع بعضهم البعض 33.7% من أصل المجموع الكلي للأسر، ونسبة 11.4% من الأسر كان لديها معيلات من الإناث دون وجود شريك، بينما كانت نسبة 5% من الأسر لديها معيلون من الذكور دون وجود شريكة وكانت نسبة 49.9% من غير العائلات. تألفت نسبة 29.9% من أصل جميع الأسر من عدة أفراد يعيشون في نفس المنزل ونسبة 8.9% كانت تتألف من شخص يعيش بمفرده يبلغ من العمر 65 عاماً أو أكثر. وبلغ متوسط حجم الأسرة المعيشية 2.38، أما متوسط حجم العائلات فبلغ 2.97.
بلغ العمر الوسطي للسكان 28.6 عاماً. وكانت نسبة 19.5% من القاطنين تحت سن الثامنة عشر، وكانت نسبة 23.9% بين الثامنة عشر والرابعة والعشرين عاماً، ونسبة 25.9% كانت واقعةً في الفئة العمرية ما بين الخامسة والعشرين والرابعة والأربعين عاماً، ونسبة 20% كانت ما بين الخامسة والأربعين والرابعة والستين، ونسبة 10.6% كانت ضمن فئة الخامسة والستين عاماً فما فوق. وتوزع التركيب الجنسي للسكان بنسبة 49.6% ذكور و50.4% إناث.

## المناخ
يظهر الجدول التالي التغييرات المناخية على مدار السنة لتشيكو:
| البيانات المناخية لـتشيكو               | البيانات المناخية لـتشيكو | البيانات المناخية لـتشيكو | البيانات المناخية لـتشيكو | البيانات المناخية لـتشيكو | البيانات المناخية لـتشيكو | البيانات المناخية لـتشيكو | البيانات المناخية لـتشيكو | البيانات المناخية لـتشيكو | البيانات المناخية لـتشيكو | البيانات المناخية لـتشيكو | البيانات المناخية لـتشيكو | البيانات المناخية لـتشيكو | البيانات المناخية لـتشيكو |
| الشهر                                   | يناير                     | فبراير                    | مارس                      | أبريل                     | مايو                      | يونيو                     | يوليو                     | أغسطس                     | سبتمبر                    | أكتوبر                    | نوفمبر                    | ديسمبر                    | المعدل السنوي             |
| --------------------------------------- | ------------------------- | ------------------------- | ------------------------- | ------------------------- | ------------------------- | ------------------------- | ------------------------- | ------------------------- | ------------------------- | ------------------------- | ------------------------- | ------------------------- | ------------------------- |
| الدرجة القصوى °ف (°م)                   | 77 (25)                   | 82 (28)                   | 93 (34)                   | 98 (37)                   | 108 (42)                  | 115 (46)                  | 117 (47)                  | 116 (47)                  | 114 (46)                  | 107 (42)                  | 91 (33)                   | 78 (26)                   | 117 (47)                  |
| متوسط درجة الحرارة الكبرى °ف (°م)       | 55.1 (12.8)               | 61.1 (16.2)               | 66.3 (19.1)               | 72.6 (22.6)               | 81.3 (27.4)               | 88.7 (31.5)               | 94.2 (34.6)               | 93.7 (34.3)               | 89.7 (32.1)               | 79.4 (26.3)               | 64.8 (18.2)               | 55.6 (13.1)               | 75.3 (24.1)               |
| متوسط درجة الحرارة الصغرى °ف (°م)       | 35.4 (1.9)                | 38.3 (3.5)                | 41.5 (5.3)                | 45.2 (7.3)                | 51.9 (11.1)               | 56.7 (13.7)               | 60.5 (15.8)               | 58.3 (14.6)               | 54.6 (12.6)               | 46.9 (8.3)                | 39.9 (4.4)                | 35.3 (1.8)                | 47.1 (8.4)                |
| أدنى درجة حرارة °ف (°م)                 | 12 (−11)                  | 16 (−9)                   | 23 (−5)                   | 27 (−3)                   | 30 (−1)                   | 38 (3)                    | 40 (4)                    | 38 (3)                    | 35 (2)                    | 23 (−5)                   | 20 (−7)                   | 11 (−12)                  | 11 (−12)                  |
| الهطول إنش (مم)                         | 4.86 (123)                | 4.42 (112)                | 4.29 (109)                | 1.75 (44)                 | 1.04 (26)                 | .48 (12)                  | .02 (0.51)                | .08 (2.0)                 | .42 (11)                  | 1.42 (36)                 | 3.28 (83)                 | 4.61 (117)                | 26.67 (677)               |
| المصدر: Western Regional Climate Center |                           |                           |                           |                           |                           |                           |                           |                           |                           |                           |                           |                           |                           |

## توأمة
لتشيكو (كاليفورنيا) اتفاقيات توأمة مع كل من:
- Tamsui District [الإنجليزية]‏
- باسكاغولا

## أعلام
- آموس أرثر هيلر
- بيرني ريختر
- ريبيكا ميريت سميث ليونارد أوستين
- أرون رودجرز
- أوليفر إل. كلارك
- نيومان جونسون
- شيرمان رينولدز
- إيملي آزيفيدو
- جاستن هوستون
- مات لوسينا
- براين كيدج